# Kostřín
Kostřín (polsky Kostrzyn nad Odrą, německy Küstrin) je město na soutoku řek Odra a Warta v okrese Gorzów v Lubušském vojvodství v Polsku. Nachází na německo-polské státní hranici a v mezoregionech Kotlina Freienwaldzka a Kotlina Gorzowska. V roce 2024 zde žilo 17 536 obyvatel.

## Historie
Do roku 2003 užívalo město pouze název Kostryn, přídomek nad Odrou přijalo, aby se odlišilo od mnohem menšího města Kostrzyna ve Velkopolském vojvodství.
Město bylo na místě staršího polského osídlení založeno ve 13. století, kdy se území tzv. Nové Marky stalo součástí Braniborska. Kolem roku 1300 dostali jeho obyvatelé magdeburské městské právo. Od 16. století je v Kostříně budován zámek jako jedno z hohenzollernských sídel a zesilováno městské opevnění. Za třicetileté války přebudovali Švédové město v pevnost, která je dále posilována v průběhu 18. století. Spojením Braniborska a Východního Pruska roste význam Kostřína, který leží na cestě mezi nimi. V 19. století je v trase přes Kostřín vybudována železnice, která spojila Berlín a Královec (tzv. Preußische Ostbahn – Kostřína dosáhla 1857, přímé spojení dokončeno 1866). Od roku 1875, kdy byla vystavěna železnice z Vratislavi do Štětína, se město stalo významnou železniční křižovatkou (nádraží bylo v Novém Městě.)
Od ledna do dubna 1945 bylo město hájeno nacistickým Wehrmachtem jako poslední opěrný bod před hlavním úderem Rudé armády na Berlín. Přitom bylo Staré Město nacházející se mezi Odrou a Wartou zcela zničeno. Po válce se Odra stala novou hranicí mezi Polskem a pozdějším východním Německem. Jádrem nového polského města se stalo Nové Město na pravém břehu Warty kolem nádraží. Stary Kostrzyn, tj. Staré Město mezi řekami Odra a Warta (dnešní část Kostřína u státní hranice), nebylo obnoveno a je lidově nazýváno „Pompeje“ se známou Berlínskou branou. Bývalé předměstí Küstrin-Kietz na levém břehu Odry zůstalo součástí Německa, vyvíjelo se jako samostatná obec (neměla titul města). Od roku 1998 tvoří spolu s dalšími osadami obec Küstriner Vorland.

## Doprava
Je zde silniční a železniční přechod do Německa. Město leží na dálkové cyklistické trase Szlak Zielona Odra.

## Hudební festival Przystanek Woodstock
Každoročně uprostřed letních prázdnin se Kostrzyn stává dějištěm jednoho z největších open-air hudebních festivalů Przystanek Woodstock.

## Galerie

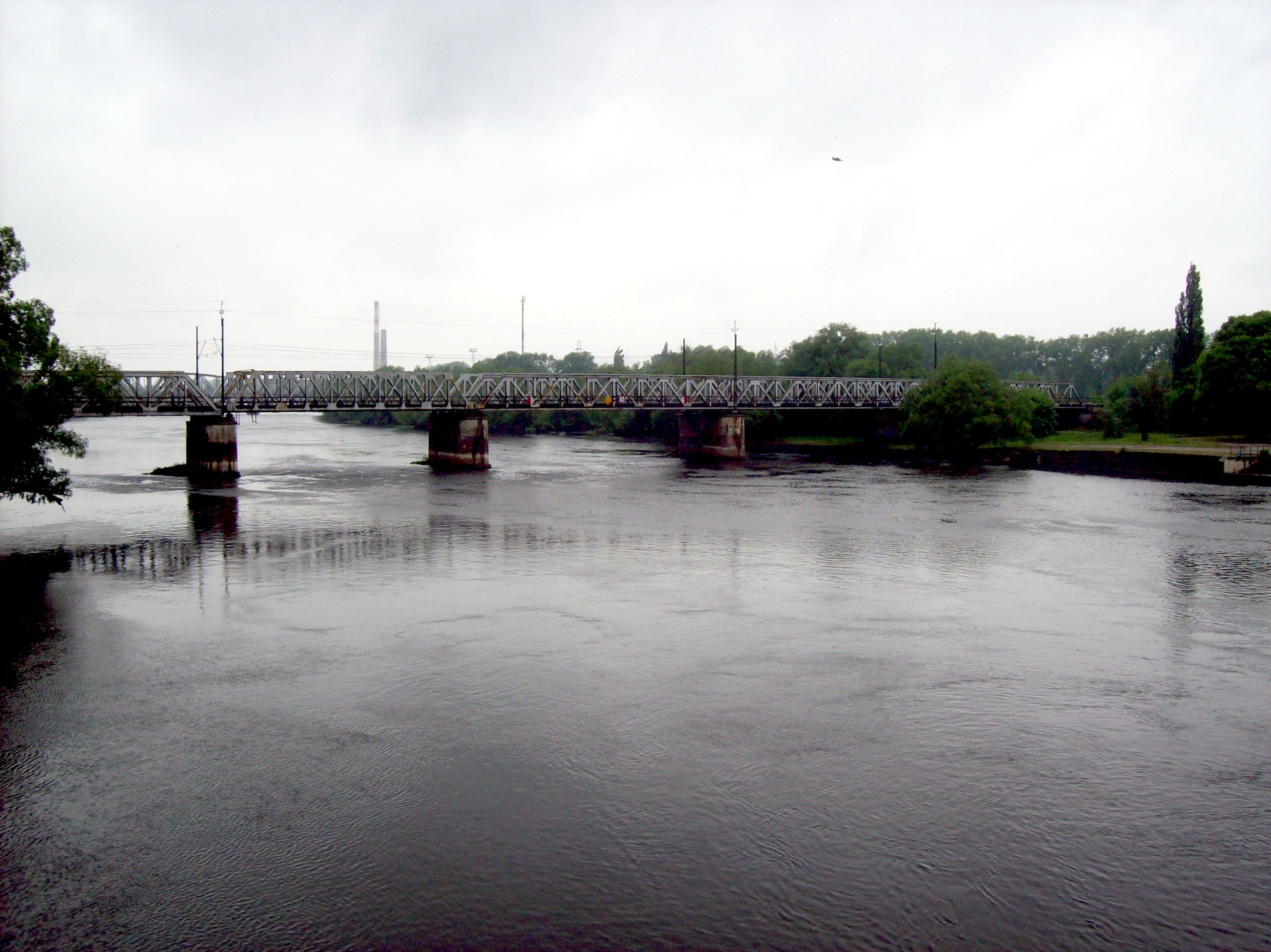
Železniční most přes Wartu
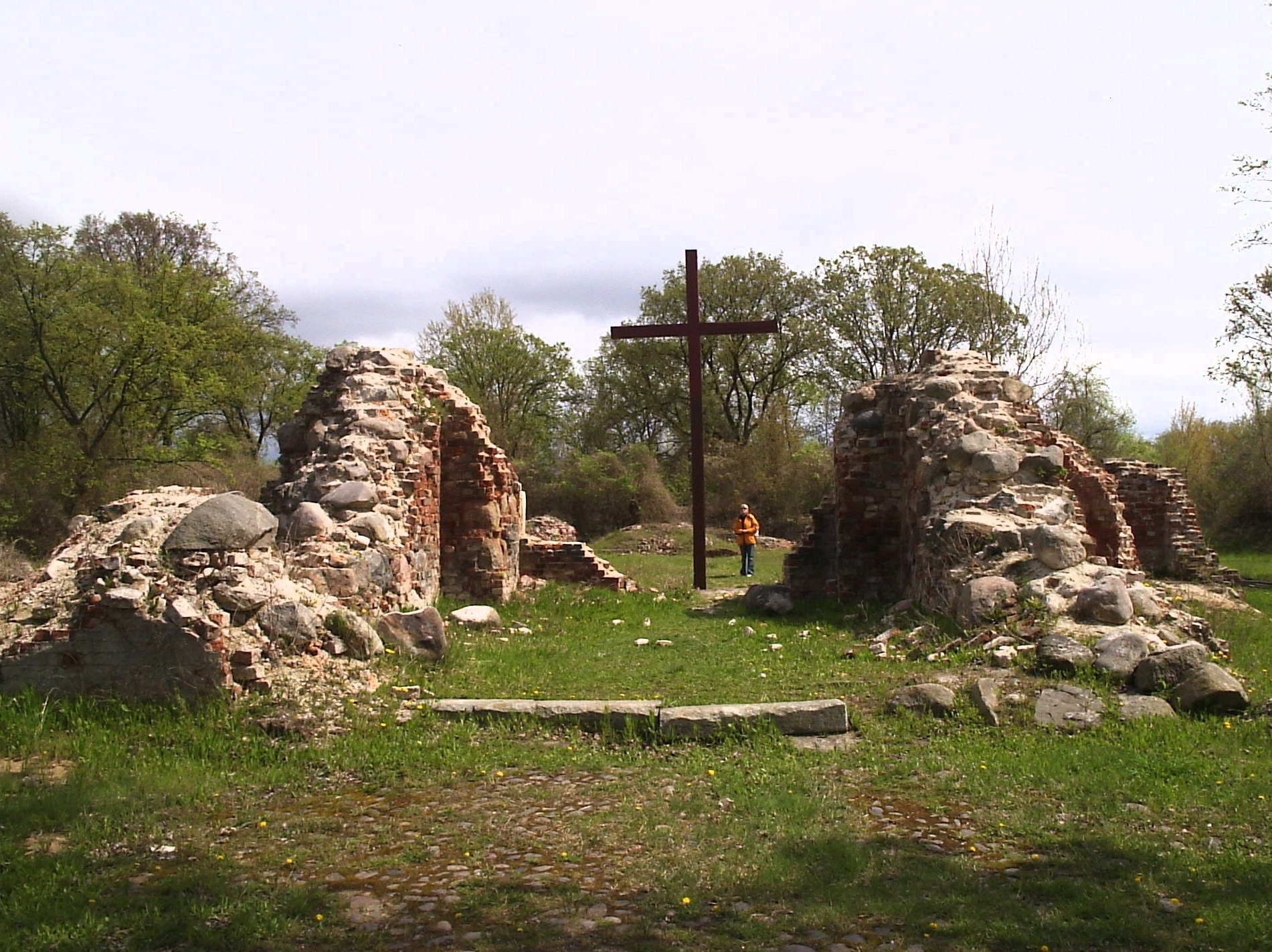
Ruiny kostela
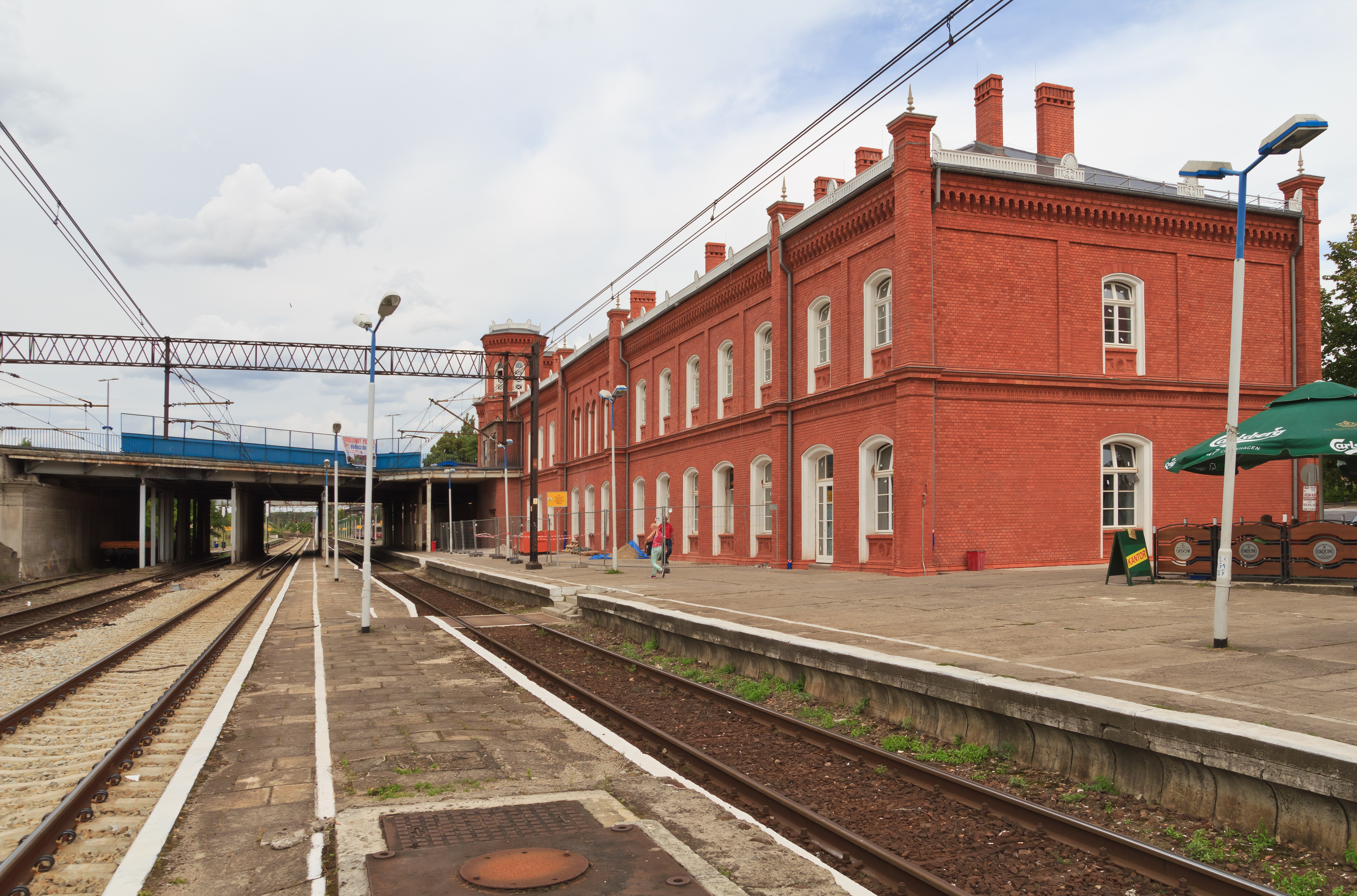
Nádraží
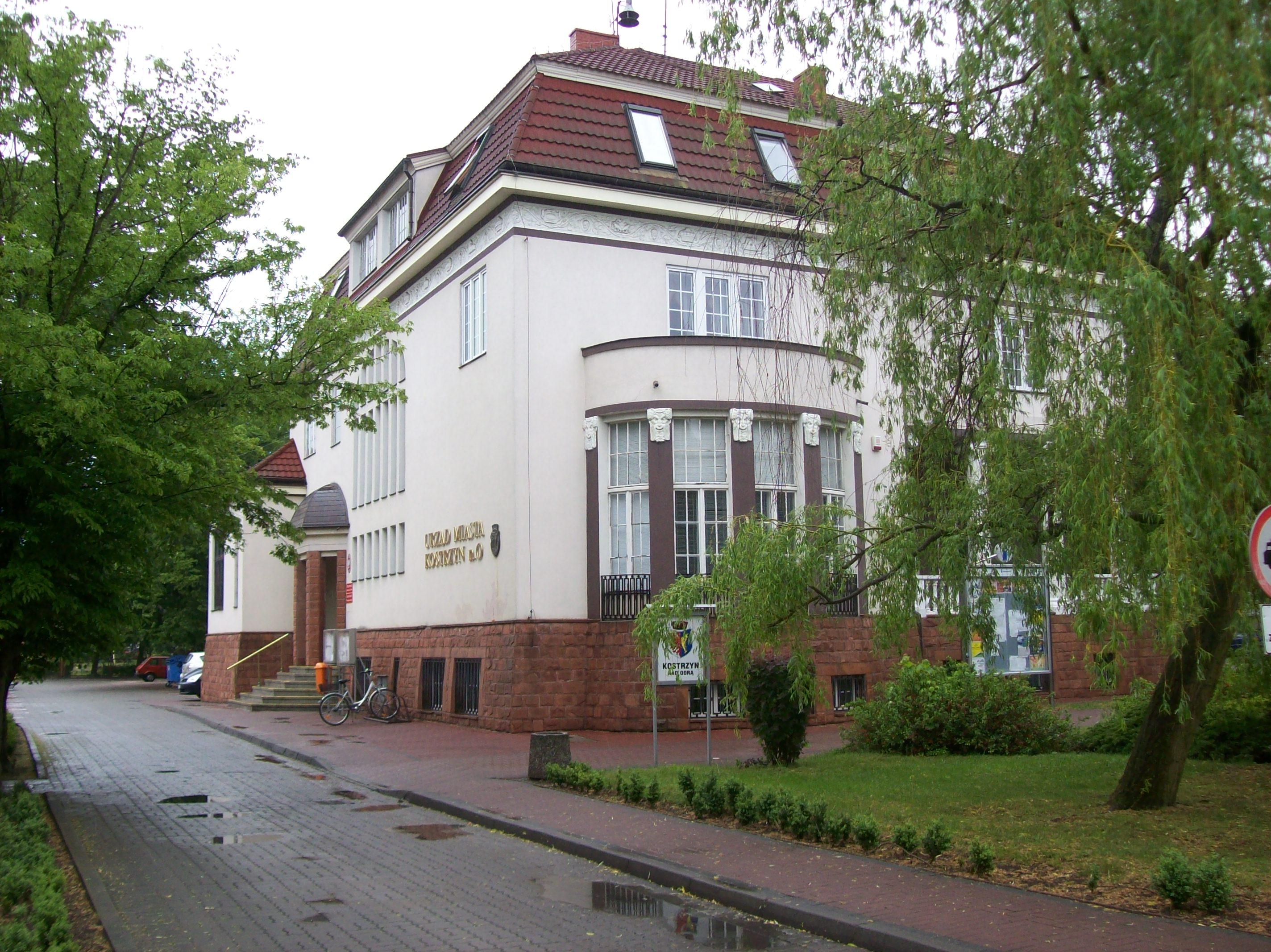
Městský úřad
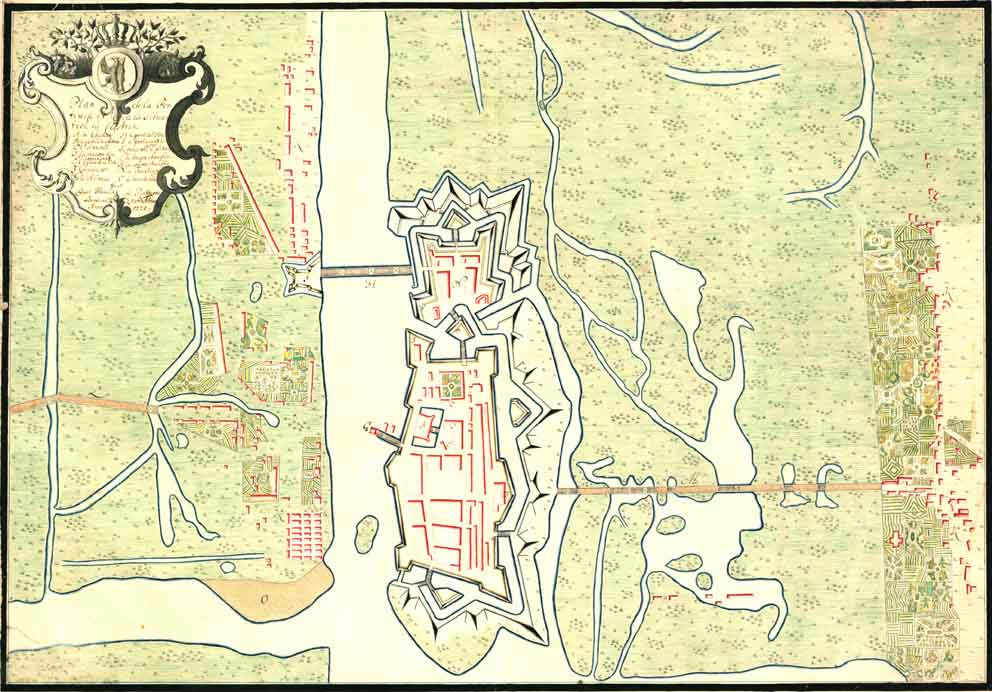
Mapa města z r. 1728
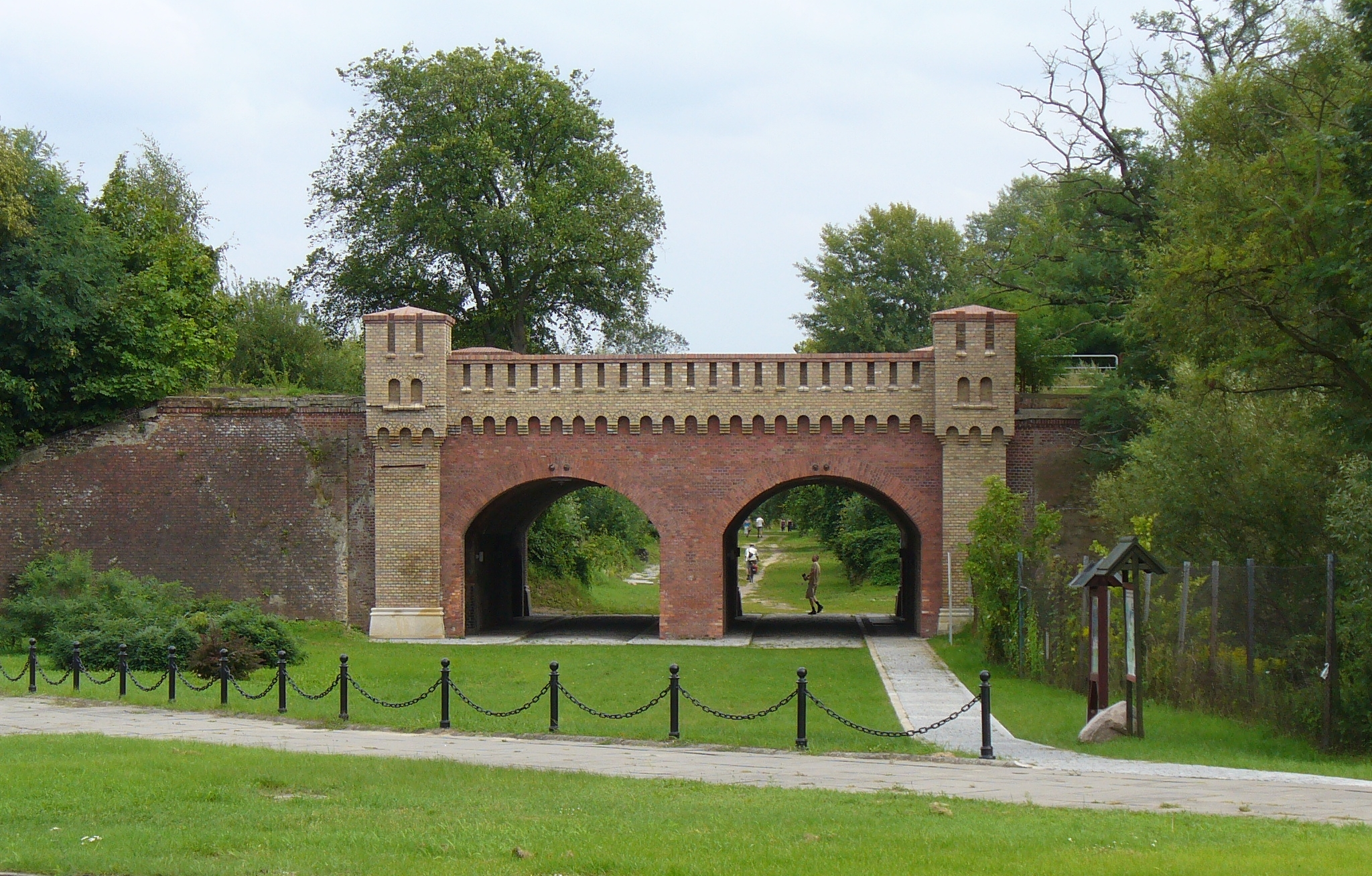
Obnovená Berlínská brána
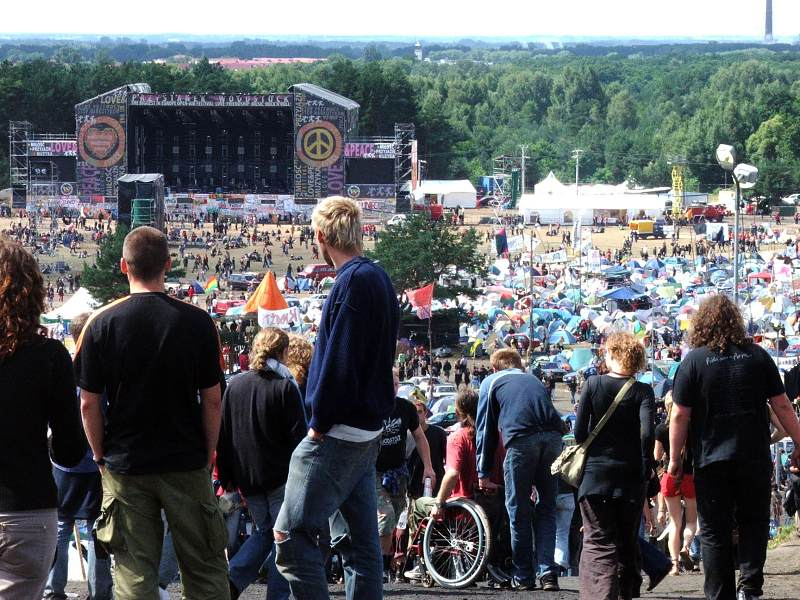
Hudební festival Przystanek Woodstock (2005)

## Partnerská města
- Küstriner Vorland, Německo
- Peitz, Německo
- Sambir, Ukrajina
- Seelow, Německo
- Špandava, Německo
- Tomelilla, Švédsko
- Woudrichem, Nizozemsko